# Inversietheorie
De inversietheorie is een leer, die stelt dat in gevallen waar zich op het oog een slachtoffer-dader-situatie voordoet, de rollen in werkelijkheid voor de dader zijn omgedraaid. Het is verwant met blaming-the-victim en projectie. Inverteren betekent omkeren. Een dader die op deze manier denkt legt de schuld van een meningsverschil of een ruzie volledig bij de ander. Hierdoor is de dader niet geneigd de oorzaak van het probleem aan te pakken of het eigen gedrag te veranderen en ontstaat een vicieuze cirkel waarbij hij zijn gedrag blijft herhalen met telkens dezelfde consequenties.
Slachtoffers kunnen hun eigen situatie voor zichzelf of voor anderen erger voordoen, dan dat die is.
De dynamiek van de dramadriehoek vangt meestentijds aan door het aaneensluiten van de inversietheorieën van de deelnemende partijen.

## Theorieën van daders
Voorbeelden van dergelijk gedrag:
- De pedoseksueel die beweert dat de kinderlijke seksualiteit hem uitlokte tot zijn daden. Kinderen kennen een eigen seksualiteit, gevoelens en lichaamssensaties, maar die is niet gericht op het seksueel verleiden van volwassenen. Kinderen vinden het niet meer dan fijn om aandacht te krijgen. Bovendien manipuleren veel daders willekeurig dan wel onwillekeurig de relatie met het kind tot een seksuele relatie, het zogenaamde grooming. Zelfs wanneer een minderjarige daadwerkelijk het initiatief tot een seksuele relatie neemt, dient hierin in aanmerking te worden genomen dat minderjarigen de portée van handelingen minder kunnen inzien en dat men daarom ook juridisch vindt dat een volwassene daar niet op in hoort te gaan.
  - Ook plegers van incest en dierenmisbruikers gebruiken deze argumenten.
  - Verder kruipen veel daders in een slachtofferrol wanneer ze vervolgd worden, beschuldigen de maatschappij van discriminatie, en maken vergelijkingen met heksenjachten of de Holocaust.
- Verkrachters beweren dat een vrouw uitdagend gekleed was of zich uitdagend gedroeg, waardoor "zij er zelf om vroeg". In feite beschrijven zij de 'triggers' die bij hen de gewelddadige seksuele gevoelens opwekten.
- Corrupte politici die door het gerecht worden aangepakt, beschuldigen zelf de rechter van partijdigheid en corruptie. Duitse veroordeelde oorlogsmisdadigers zoals Karl Dönitz verweten hun rechters een 'overwinnaarsjustitie' te voeren. Dönitz gaf bovendien de joden hiervan de schuld.
- Er waren Nazi's, die beweerden dat de Joodse gemeenschap op de wereldheerschappij en de onderwerping van het Arische ras uit was. In feite waren zij het zelf, die op de macht uit waren, de Joodse gemeenschap en de zigeuners probeerden uit te roeien en de Slavische volkeren probeerden te onderwerpen. De Japanners beweerden dat ze onder het motto 'Azië voor de Aziaten' het continent wilden bevrijden van koloniale overheersers. In feite gedroegen ze zich tegenover de inheemse bevolking van de bezette gebieden niet anders.
- Intolerante daders stellen dat als iemand op wil vallen, met name iemand uit een kennelijk achtergestelde groep of uit een groep waarvan de identiteit omstreden is, zichzelf discrimineert. Aangezien discriminatie het onderscheid maken op niet ter zake doende eigenschappen betreft is er sprake van een paradoxale situatie:
  1. de gediscrimineerde accentueert bepaalde groeps- of persoonsgebonden eigenschappen om daarmee het recht op te eisen 'anders' te zijn
  2. de intolerante accepteert dat 'anders' zijn niet.

In feite discrimineert de dader wel, aangezien hij de eigenschap waardoor het slachtoffer 'anders' is centraal stelt en 'daardoor' van belang is. De gediscrimineerde legt juist, voor gelijke rechten, de nadruk op zijn bijzonderheden.
- Een bekend voorbeeld is de man die vreemdgaat, omdat "zijn vrouw hem niet begrijpt".

## Theorieën van slachtoffers
- Mensen die worden gepest, beweren soms dat er geen enkele reden voor de tegen hen gerichte daden was. Er is sprake van een misdrijf, wanneer hen op niet-objectieve gronden rechten zijn onthouden. Toch blijken mensen zich van tevoren al geschikt te hebben in een 'slachtofferrol'. In het geval van discriminatie kan het slachtoffer vooroordelen, die er over de groepsidentiteit van de groep waartoe het slachtoffer behoort, bestaan min of meer accepteren. Dit gebrek aan weerbaarheid versterkt meestal de al negatieve opvattingen van de dader of daders.
- Mensen met een zwakke positie op de arbeidsmarkt kunnen deze zelfde redenering toepassen op hun soms rampzalig arbeidsverleden, daarbij hardnekkig ontkennend dat ze voor hun arbeidsplek minder geschikt waren.
- Personen met geestelijke stoornissen weigeren vaak de realiteit van hun stoornis te erkennen. De sociale isolatie door hun gedrag wordt toegeschreven aan anderen: "iedereen is gemeen", "niemand begrijpt me", "jullie behandelen me als de dorpsgek, vind je het dan raar dat ik zo reageer?"